# Société Jules-Verne
Pour les articles homonymes, voir Jules Verne (homonymie).
La Société Jules-Verne est une association régie par la loi de 1901. Elle a été fondée le 31 juillet 1935 par Jean Guermonprez. Son siège social est au 4, rue Jean-Goujon à Paris.

## Historique
Dissoute en 1939, la Société Jules-Verne a repris ses activités en janvier 1966. Composée actuellement de plus de 200 membres, présente dans le monde entier, son but principal est de faire connaître et reconnaître Jules Verne et son œuvre.
Elle a publié :
- la bibliographie analytique de toutes les œuvres de Jules Verne (deux tomes, 1977 et 1985) par Piero Gondolo della Riva ;
- les versions originales des romans posthumes, édités et remaniés entre 1905 et 1910, par son fils Michel Verne (1985 à 1989) ;
- la correspondance entre Jules et Michel Verne avec leurs éditeurs Pierre-Jules et Louis-Jules Hetzel (cinq volumes, Genève : Slatkine, 1999 à 2006).

C'est aussi l'éditrice du Bulletin de la Société Jules Verne (souvent abrégé BSJV dans les publications).

## LeBulletin de la Société Jules-Verne
Apparu dès 1935, le BSJV en est en août 2016 à son 196e numéro. Longtemps trimestriel, il parait depuis 2010 tous les quatre mois. Dirigé, entre 1969 et 2012, par Olivier Dumas, il l’est depuis juin 2012 par Volker Dehs.
Le BSJV regroupe les travaux de verniens du monde entier. Contrairement à la Revue Jules Verne, il est rarement thématique et publie l’actualité des recherches scientifiques autour de Jules Verne. C’est aussi dans les pages du Bulletin que sont parues la plupart des œuvres inédites de Jules Verne (théâtre, nouvelles…) ainsi que des lettres de ses amis Nadar ou Dumas fils parmi bien d’autres, y compris l’importante correspondance de son fils Michel avec l’éditeur Hetzel. Le BSJV reste une référence fondamentale de toutes les études écrites sur Jules Verne.

## Présidents de la Société Jules-Verne
- Jean Guermonprez : 1935-1959
- Joseph Laissus : 1966-1969
- Olivier Dumas : 1969-2013[2]
- Jean-Pierre Albessard : 2013-2022[3]
- Laurence Sudret : depuis 2022

## Principaux contributeurs duBulletin de la Société Jules-Verne
Jean-Pierre Albessard, Philippe Burgaud, William Butcher, Christian Chelebourg, Cécile Compère, Daniel Compère, Luce Courville, Volker Dehs, Olivier Dumas, Piero Gondolo della Riva, Jean Guermonprez, Terry Harpold, Cornelis Helling, Philippe Jauzac, Jean Jules-Verne, Bernhard Krauth, Joseph Laissus, Louis Le Garsmeur, Edmondo Marcucci, Jean-Michel Margot, Charles-Noël Martin, Xavier Noël, Norbert Percereau, Raymond Perrussel, Claude Petel, Lionel Philipps, Jean-Pierre Picot, Christian Porcq, Robert Pourvoyeur, François Raymond, Christian Robin, Samuel Sadaune, Philippe Scheinhardt, Marc Soriano, Robert Soubret, Laurence Sudret, Alexandre Tarrieu, Robert Taussat, Brian Taves, Pierre Terrasse, Ian B. Thompson, Pierre-André Touttain, Mario Turiello, Jean Varmond, Simone Vierne, Eric Weissenberg.